# ۵ (میلادی)
۵ (میلادی) پنجمین سال تقویم میلادی است.

## رویدادها
- تیبریوس ژرمانیای کوچک را فتح کرد.

## زادگان
- روزی یینگ، امپراتور چین (درگذشتهٔ ۲۵)

## درگذشتگان
‎